# アックアーロ
アックアーロ（イタリア語: Acquaro）は、イタリア共和国カラブリア州ヴィボ・ヴァレンツィア県にある、人口約2,300人の基礎自治体（コムーネ）。

## 地理

### 位置・広がり

#### 隣接コムーネ
隣接するコムーネは以下の通り。括弧内のRCはレッジョ・カラブリア県所属を示す。
- アレーナ
- ダサ
- ディナーミ
- ファブリーツィア
- サン・ピエトロ・ディ・カリダ (RC)